# Ainsi font
Ainsi font ou Ainsi font, font, font est une chanson enfantine pour les tout petits, qui s'interprète avec des mouvements de mains.

## Paroles
Ainsi font, font, font

Les petites marionnettes,

Ainsi font, font, font

Trois p'tits tours et puis s'en vont.

Les mains aux côtés,

Marionnettes sautez, sautez,

Les mains aux côtés

Marionnettes recommencez.

Ainsi font, font, font

Les petites marionnettes,

Ainsi font, font, font

Trois p'tits tours et puis s'en vont.

Et elles danseront

Les petites marionnettes,

Et elles danseront

Quand les enfants dormiront.